# Plage de Placeres
La plage de Placeres ou Plage de la Posta est une plage galicienne située dans la commune espagnole de Pontevedra, dans la province de Pontevedra. Il s'agit d'une plage côtière semi-urbaine d'une longueur de 50 mètres,.

## Localisation et accès
La plage est située dans la paroisse civile de Lourizán, sur la rive gauche de la ria de Pontevedra, à 4 kilomètres de la ville et à moins d'un kilomètre du quartier Estribela. Elle est située entre les chantiers navals du port et le cap Os Placeres.

## Histoire
À la fin du XIXe siècle, la vie sociale de Pontevedra pendant l'été, animée par les touristes et les vacanciers, se déplaçait vers les plages environnantes, en particulier vers la plage de Placeres, qui était la plage à la mode pendant la période de la Restauration et qui était reliée à la ville par un tramway.
Au début du XXe siècle, à droite de la plage, à la pointe O Cabo sur l'isthme de Placeres, le Gran Hotel de Baños de Mar de Los Placeres a été ouvert en 1902, propriété d'Eugenio Montero Ríos, qui accueillait des hôtes et des vacanciers. En 1918, après sa mort, il a été donné par son fils Avelino Montero aux religieuses du Sacré-Cœur et est devenu le Collège du Sacré-Cœur de Placeres,,,,.
Au printemps 1936, les annonces dans la presse se concentraient sur la publicité des hôtels, des restaurants, des établissements de bains et de la plage de Placeres pour les touristes, pour lesquels le service de tramway offrait des bons pour 10 allers-retours à 4,25 pesetas. Dans la société de classes de l'époque, la baignade à la plage de Placeres était célèbre en été. Jusqu'au milieu du XXe siècle, la plage avait un aspect sauvage.
Le 19 mai 1947, le projet de construction d'une route le long de la ria de Pontevedra, entre Pontevedra et Placeres, a été autorisé. Les travaux, qui ont commencé en 1949 et se sont achevés en 1955, ont complètement modifié la zone en la remplissant de remblais, ce qui a également affecté la plage, qui a été réduite,,. En 1969, la route a été achevée avec quatre voies de circulation et a été inaugurée en tant que route à quatre voies le 8 août 1969,.
Le 28 juin 2023, l'État désaffecte la plage portuaire, inutile à l'activité portuaire, et l'incorpore au régime général du domaine public maritime-terrestre.

## Description
Il s'agit d'une plage pratiquement rectiligne et plate, située dans un environnement semi-urbain. C'est une plage côtière de sable blanc et fin qui fait face à la ria de Pontevedra. Elle est orientée vers le nord-ouest.
Située à proximité de la quatre-voies PO-11, cette plage aux eaux calmes offre une vue sur la ria et l'île de Tambo. Elle dispose de douches et d'un débit de boissons.